# Alliance de la nation
Ne doit pas être confondu avec Parti de la nation.
L'Alliance de la nation (en turc : Millet İttifakı) ou Table des six, est une coalition électorale turque annoncée le 2 mai 2018, et qui réunit Le Bon Parti (IYI), le Parti républicain du peuple (CHP), le Parti de la félicité, et le Parti démocrate, en vue des législatives de 2018.
L'alliance est élargie au Parti de la démocratie et du progrès, au Parti pour le changement en Turquie (en) et au Parti du futur (en) en vue des élections législatives turques de 2023.

## Historique
L'alliance a vu le jour à la suite de l'abrogation par la Grande Assemblée nationale de Turquie des dispositions de la loi électorale qui interdisaient la formation de telles alliances.
En vue du scrutin de 2018, le Parti démocrate se présente dans la liste du Bon Parti.
En vue de l'élection présidentielle de 2023, l'alliance de la nation annonce le 6 Mars présenter un candidat commun, Kemal Kılıçdaroğlu. 
En vue des élections législatives de 2023, les partis de l'alliance, à part le IYI, qui présente sa propre liste, annoncent le 6 avril se présenter derrière la liste électorale du CHP.

## Idéologie
La coalition est une union de plusieurs petits partis de centre-gauche et de centre-droit autour des principaux partis d'opposition du pays, le CHP et l'IYI. Les partis la constituant ne sont pas réellement unis par une même idéologie, le CHP étant social-démocrate et le IYI étant libéral-conservateur, mais par une même opposition a l'AKP d'Erdoğan et la nécessité de s'unir pour le battre. L'Alliance de la nation présente tout de même 3 axes d'un projet commun : La fin du présidentialisme et le retour a un régime parlementaire, le rétablissement de l'économie et la lutte contre l'inflation, et le respect des droits humains et normes démocratiques.

## Partis politiques membres

### Actuels
| Parti | Parti                                                            | Abr. | Président           | Idéologie                        | Sièges au parlement | Position                |
| ----- | ---------------------------------------------------------------- | ---- | ------------------- | -------------------------------- | ------------------- | ----------------------- |
|       | Parti républicain du peuple Cumhuriyet Halk Partisi              | CHP  | Kemal Kılıçdaroğlu  | Social-démocratie Kémalisme      | 130 / 600           | Centre gauche           |
|       | Parti démocrate Demokrat Parti                                   | DP   | Gültekin Uysal      | Libéral-conservatisme Europhilie | 3 / 600             | Centre droit            |
|       | Parti de la félicité Saadet Partisi                              | SP   | Temel Karamollaoğlu | Islamisme Conservatisme social   | 10 / 600            | Droite à extrême droite |
|       | Parti de la démocratie et du progrès Demokrasi ve Atılım Partisi | DEVA | Ali Babacan         | Libéral-conservatisme Europhilie | 15 / 600            | Centre droit            |
|       | Parti du futur (en) Gelecek Partisi                              | GP   | Ahmet Davutoğlu     | Libéral-conservatisme Europhilie | 10 / 600            | Centre droit            |

### Anciens membres
| Parti | Parti                                                            | Abr. | Président       | Idéologie                             | Sièges au parlement | Position              |
| ----- | ---------------------------------------------------------------- | ---- | --------------- | ------------------------------------- | ------------------- | --------------------- |
|       | Le Bon Parti İyi Parti                                           | IYI  | Meral Akşener   | Libéral-conservatisme Kémalisme       | 44 / 600            | Centre droit à droite |
|       | Parti pour le changement en Turquie (en) Türkiye Değişim Partisi | TDP  | Mustafa Sarıgül | Social-démocratie Populisme de gauche | 1 / 600             | Centre gauche         |

## Résultats électoraux

### Élections législatives
| Année | Voix       | Sièges    | %     | Rang | Gouvernement |
| ----- | ---------- | --------- | ----- | ---- | ------------ |
| 2018  | 17 019 808 | 189 / 600 | 33,95 | 2e   | Opposition   |
| 2023  | 19 063 781 | 212 / 600 | 35,04 | 2e   | Opposition   |

### Élections présidentielles
| Année | Candidat           | Premier tour | Premier tour | Second tour | Second tour | Résultat |
| Année | Candidat           | Voix         | %            | Voix        | %           | Résultat |
| ----- | ------------------ | ------------ | ------------ | ----------- | ----------- | -------- |
| 2023  | Kemal Kılıçdaroğlu | 24 568 196   | 44,95        | 25 504 552  | 47,82       | 2e       |